# Heeresgruppe Nordukraine
Il Gruppo d'armate Nord Ucraina (tedesco: Heeresgruppe Nordukraine) si riferisce ad un gruppo di armate, nell'ambito della Wehrmacht, costituito durante la Seconda guerra mondiale.

## Comandanti
- 4 aprile - 27 giugno 1944, Generalfeldmarschall Walther Model
- 28 giugno - 28 settembre 1944, Generaloberst Josef Harpe

| Controllo di autorità | VIAF (EN) 245822683 |